# Phyllobates aurotaenia
Phyllobates aurotaenia är en groddjursart som först beskrevs av George Albert Boulenger 1913.  Phyllobates aurotaenia ingår i släktet Phyllobates, och familjen pilgiftsgrodor. IUCN kategoriserar arten globalt som nära hotad. Inga underarter finns listade.